# 土崖塔乡
土崖塔乡，是中华人民共和国山西省忻州市保德县下辖的一个乡镇级行政单位。

## 行政区划
土崖塔乡下辖以下地区：
土崖塔村、依谢塔村、乔家塔村、西山头村、高家沟村、田家塔村、宋家塔村、神树梁村、党家里村、武家塔村、榆树里村、安家山村、寨上村、王家坡村、姜家庄村、庞家焉村、武家梁村、冯家塔村、枣树塔村、黄寺坡村、路家局村、崖尧村、崖耳村、高徐家湾村和西梁村。